# Parque nacional del Lago Malaui
El Parque Nacional del Lago Malaui se encuentra en los distritos de Mangochi, en el sur de Malaui, y de Salima, en la región central, a 14°02′S, 34°53′E y, con una área de 9.400 ha, incluye la península de Nankumba, en el extremo sur del lago, una docena de islas, las montañas Mwenya y Nkhudzi y una zona acuática hasta 100 m de la costa. El parque fue proclamado el 24 de noviembre de 1980, la mayor parte del área ya estaba considerada reserva forestal y algunas de las islas fueron protegidas desde 1934.
El lago Malaui, Niassa (en portugués), o Nyasa (en suajili) es uno de los Grandes Lagos Africanos y está localizado en el Valle del Rift, entre Malaui, Tanzania y Mozambique. Con una orientación norte-sur, el lago tiene 560 km de longitud, 80 km de anchura máxima y 700 m de profundidad.

Es un lago único en el mundo por formar una provincia biogeográfica específica, con cerca de 400 especies de cíclidos descritas endémicas (cerca de 30% de todos los cíclidos conocidos en el mundo) y probablemente muchas todavía por describir. Se estima que tenga una edad entre uno y dos millones de años. Toda vez que se encuentra en una región tropical y es muy profundo, el lago está permanentemente estratificado, con un epilimnio más caliente sobre un hipolímnio más frío. El nivel del agua varía con las estaciones del año y tiene también un ciclo de larga duración, con los niveles más altos en años recientes, desde que existen registros.

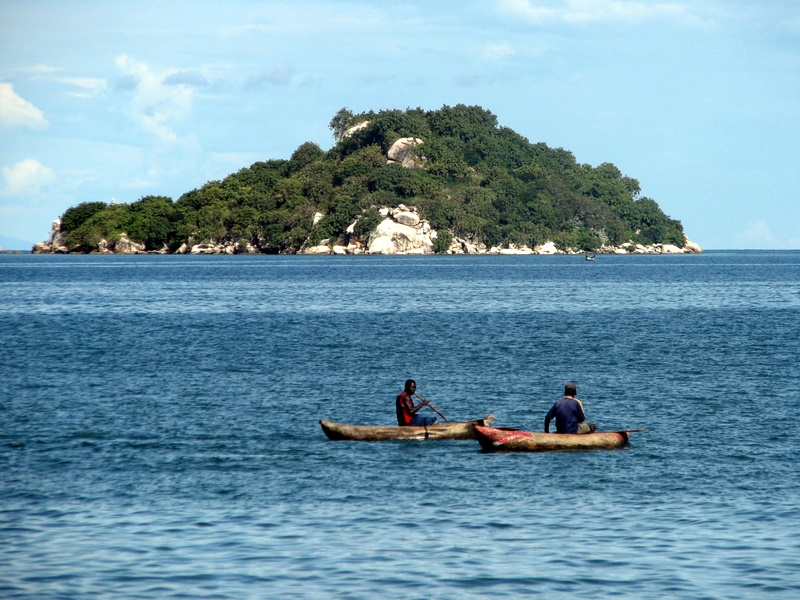
Lago de Malaui